# Ronwen Williams
Ronwen Hayden Williams (Porto Elizabeth, 21 de janeiro de 1992) é um futebolista sul-africano que atua como goleiro. Atualmente defende o Mamelodi Sundowns e a Seleção Sul-Africana.

## Carreira em clubes
Após passar pelo Shatterprufe Rovers, Williams jogou também na base do Tottenham Hotspur e do SuperSport United, onde se profissionalizou em 2010. Em 12 temporadas pelo clube, foram 297 jogos e 6 títulos conquistados.
Em julho de 2022, assinou com o Mamelodi Sundowns, estreando na partida contra o Cape Town City e se destacando por fazer várias defesas que garantiram a vitória por 2 a 0.

## Carreira internacional
Tendo feito 3 jogos pela equipe Sub-23 em 2011, Williams fez sua estreia pela Seleção Sul-Africana principal em março de 2014, num amistoso contra o Brasil, substituindo Itumeleng Khune, que havia sofrido uma entorse no tornozelo.
Em 2019, foi convocado para a Copa das Nações Africanas, tendo atuado em 4 jogos da equipe (ficou no banco de reservas na vitória por 1 a 0 sobre a Namíbia, quando o titular foi Darren Keet), que avançou entre os melhores terceiros colocados e foi eliminada nas oitavas-de-final pela Nigéria. Ele ainda representou a África do Sul nos Jogos Olímpicos de 2020 (que foram disputados no ano seguinte).
Em agosto de 2021, foi nomeado novo capitão dos Bafana Bafana pelo novo técnico da seleção, Hugo Broos.
Na Copa Africana de 2023, se destacou na partida contra Cabo Verde, pelas quartas-de-final, ao espalmar um chute de Gilson Tavares no final do jogo (a bola viria a bater na trave) e na decisão por pênaltis, defendeu 4 cobranças dos Tubarões Azuis e garantiu a vaga da África do Sul na semifinal da competição pela primeira vez desde 2000, sendo reconhecido pela FIFA como o primeiro goleiro a defender 4 pênaltis em uma partida oficial.

## Títulos
SuperSport United
- Copa da África do Sul: 2011–12, 2015–16, 2016–17
- Copa da Liga Sul-Africana: 2014
- Taça MTN 8: 2017, 2019

Mamelodi Sundowns
- Campeonato Sul-Africano: 2022–23

### Prêmios individuais
- Melhor Goleiro do Campeonato Africano das Nações: 2023
- Seleção do Campeonato Africano das Nações: 2023